# Frosttorka
Frosttorka är uttorkning av växters vävnader på grund av dålig eller obefintlig vattenförsörjning under vintertiden. Ur den tjälade marken kan växterna inte ta upp något vatten. Många av träden klarar sig från frosttorka genom att fälla sina löv om hösten; genom det hushåller växterna med vatten, eftersom avdunstningen genom bladen annars skulle vara omfattande. Andra typer av växter har förkrympta eller barrlika, hårda blad, till exempel barrträd och många ljungväxter. Läderartade blad, insänkta klyvöppningar och tjock ytterhud minskar också risken för frostskada. Där snön ligger tunt, exempelvis på bergryggar och åsar där marken blottläggs av vindar som föser undan snön. På dessa vindblottor kan endast de härdigaste växter leva, då de utsätts för frosttorka på våren.